# Цвинтар німецьких військовополонених (Баку)
Цвинтар німецьких військовополонених (азерб. Alman əsirləri qəbiristanlığı), відомий також як цвинтар «Німецький солдатський цвинтар» (азерб. Alman əsgər məzarlığı) — цвинтар німецьких військовополонених, розташований у Ясамальському районі міста Баку. На цвинтарі є 90 могил. Також на території цвинтаря розташований пам'ятник у вигляді чорного хреста.

## Історія
За словами історика Таїра Бехбудова, який займається дослідженням долі німецьких військовополонених, які прибули до Азербайджану, до Баку прибуло близько 42 тисяч німецьких військовополонених. Як зазначає історик Джавід Багірзаде, відправлення німецьких військовополонених до Азербайджану складалася з двох етапів: перша група німецьких військовополонених прибула в республіку в 1944 році, друга — в 1945 році. Друга група військовополонених прибула в Баку на початку 1945 року з центральних районів Росії. Надсилали в Баку поранених військовополонених, частина з яких згодом померла від ран. Багато хто з військовополонених надалі був розміщений в інших районах республіки.
У Баку військовополонені брали участь у будівництві таких будівель, як Будинок уряду, житловий будинок тресту «Бузовнинафта», житловий будинок акторів на вулиці Бакиханова, комплекс житлового масиву «Великий двір» на проспекті Будівельників та ін. окрема, у будівництві Будинку уряду, за словами Бехбудова, брали участь близько 150 військовополонених, що виконували ролі інженерів-будівельників, столярів, каменярів, майстрів фасаду тощо. Згідно з архівними даними, на які посилається Бехбудів, на будівництво військовополонені щодня велися пішки від в'язниці, розташованої в Чорному місті, а ввечері поверталися назад.
Частина померлих у Баку військовополонених була похована в Ясамальському районі. Сьогодні на території цього цвинтаря є 90 могил.
22 грудня 1995 року міністри закордонних справ Азербайджану Гасан Гасанов та Німеччини Клаус Кінкель відвідали цвинтар, поклавши вінок до меморіального хреста.